# 薩爾茨堡現代博物館
薩爾茨堡現代博物館（德語：Museum der Moderne Salzburg）是位於奧地利城市薩爾茨堡的一座以現代藝術為展示主題的博物館。

## 历史
创建萨尔茨堡現代博物館的初衷来自于萨尔茨堡艺术品交易商弗里德里希·韦尔茨，他捐赠了大量的藏品给博物馆，并由于其和奥地利表现主义画家奥斯卡·柯克西卡私人关系甚好，博物馆也收到这位表现主义大师的许多作品。
目前博物馆拥有两个展区，1983年建立的Museum der Moderne Rupertinum展区和2004年建立的Museum der Moderne Mönchsberg展区。

## 历届馆长
- 弗里德里希·韦尔茨
- Otto Breicha
- Peter Weiermair
- Agnes Husslein
- Toni Stooss
- Sabine Breitwieser, incumbent

## 画廊

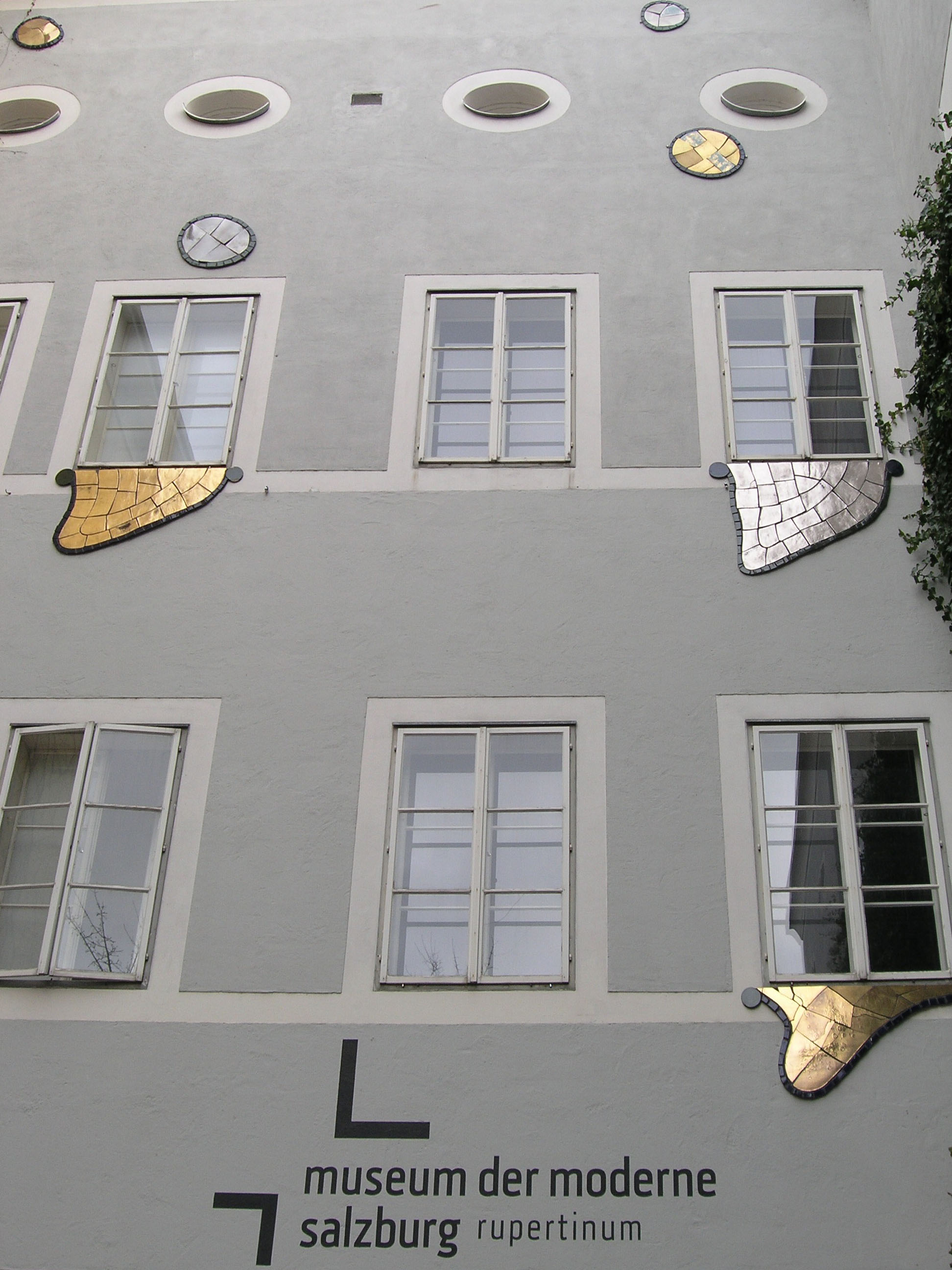
Museum der Moderne Rupertinum展区
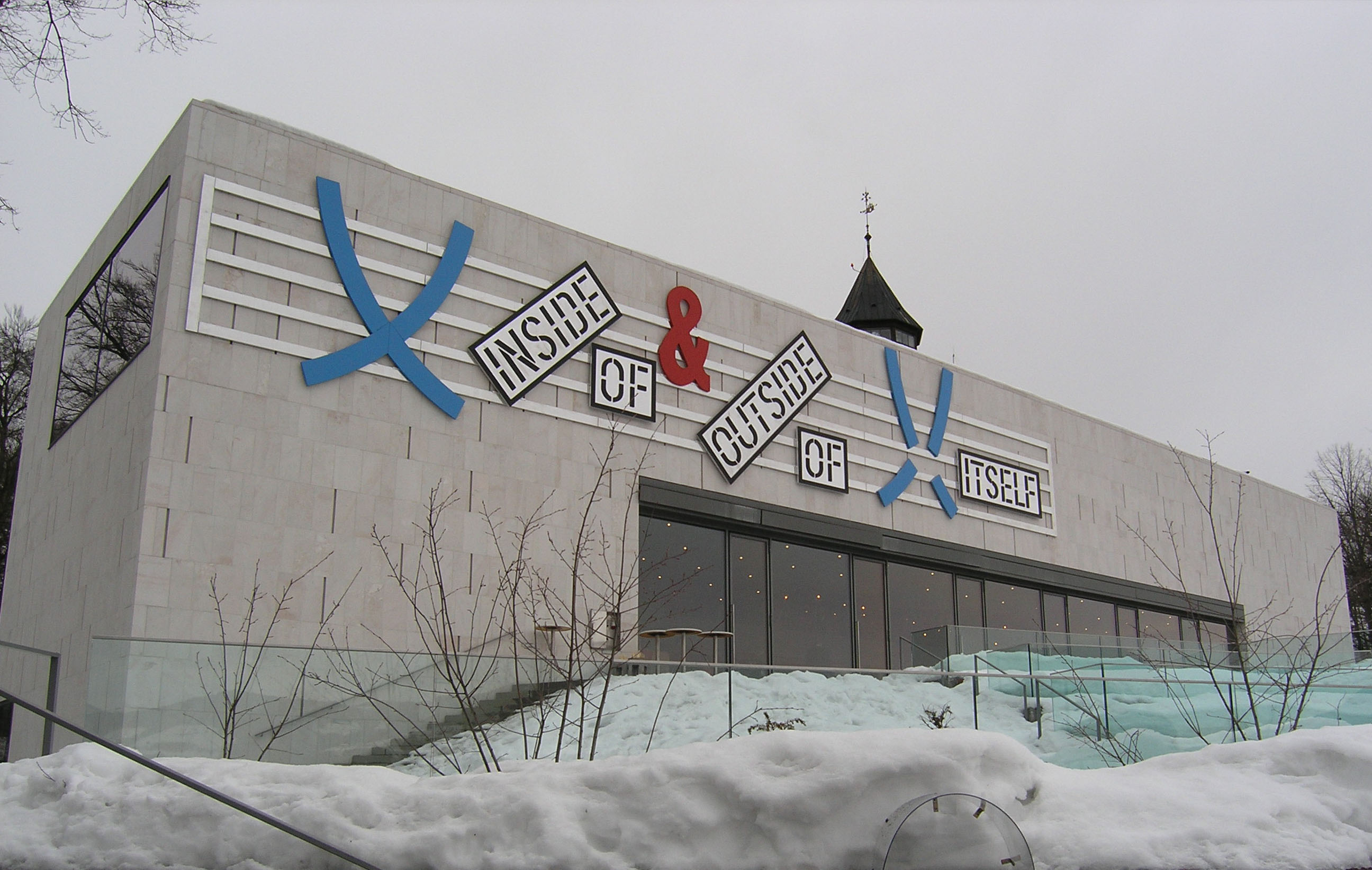
Museum der Moderne Mönchsberg展区
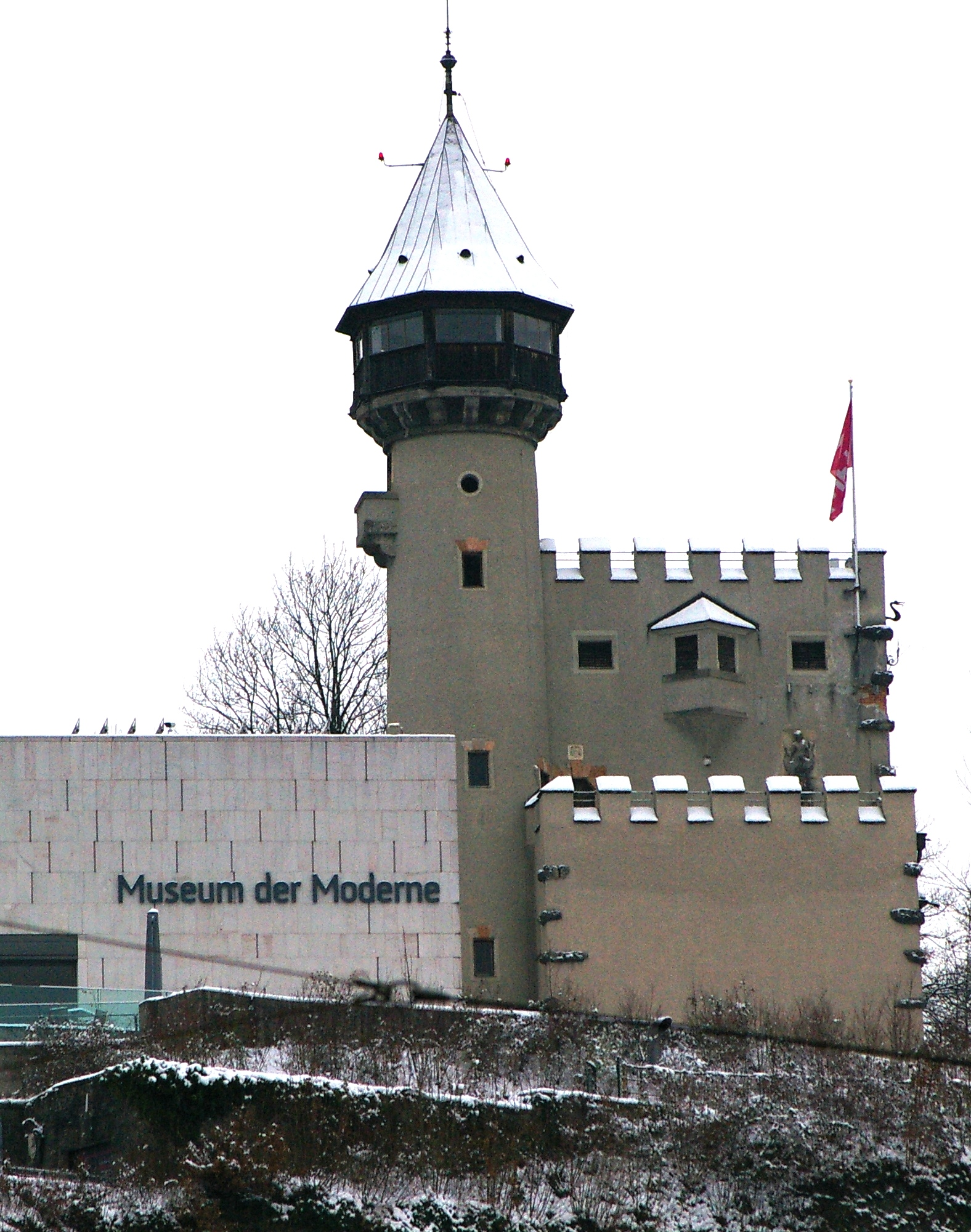
水塔

## 外部連結
- Official website （页面存档备份，存于）
- „Museumscheck“ on 3sat.de, Videos und TV-series about the Museum der Moderne (German) （页面存档备份，存于）

47°47′54″N 13°02′35″E / 47.7982°N 13.0431°E